# Thomas Graham
Thomas Graham (Glasgow, 1805. december 20. – London, 1869. szeptember 16.) skót kémikus.

## Élete
Előbb glasgow-i, utóbb (1837-1855) londoni (University college) tanár volt. Vizsgálatai közül legfontosabbak amelyeket a foszforsavakkal és sóikkal végzett; nagy fontosságúak továbbá kémiai-fizikai vizsgálatai, így a gázdiffuziót (Graham-féle törvény: a gázok diffúzió-sebessége, sűrűségük négyzetgyökével fordítva arányos), a folyadékok dialízisét és ozmózisát behatóan tanulmányozta. A gáz-okklúzióval is foglalkozott. Kimutatta, hogy a palládium nagyon sok hidrogént képes megkötni. Munkái angol folyóiratokban és angol nyelven jelentek meg: terjedelmes tankönyvét (Elements of chemistry) Otto adta ki német nyelven bővítve 3 kötetben 1844-1845-ben. E munka azóta több kiadást is megért: több kémikus (Kopp Zamminer, Buff, Kolbe stb.) egyes részeit újból átdolgozta, mint a kémia terjedelmes kézikönyvét általánosan használták.